# Leopardgekko
Leopardgekko (Eublepharis macularius) er en art af gekko, der primært lever i ørken- og halvørkenområder i Pakistan, Afghanistan, Nepal og, Indien. De er populære som kæledyr på grund af deres farverige udseende og relative nemme hold.

## Beskrivelse
Leopardgekkoen er en mellemstor gekko med en længde på mellem 20 og 28 centimeter, og en vægt på mellem 50-70 gram. De har en rund og kraftig krop med en kort hale og en bred hovedform. Den er dækket af små skæl, i form af knopper langs kroppen, og dens farve varierer fra gulbrun til lysebrun med mørkere pletter eller pletter i en række forskellige farver, såsom sort, brun, orange og hvid. Deres øjne har lodrette elever og er ofte gyldne eller orange. Deres navn kommer fra de mørke pletter på deres hud, som minder om en leopard.
Leopardgekkoer er nattaktive og lever hovedsageligt af insekter som græshopper, kakerlakker og melorme. De kan leve op til 20 år i fangenskab.

## Kæledyr
Leopardgekkoen er populær som kæledyr eller pryddyr på grund af dens farverige udseende og nemme pasning. De er stille og kræver ikke meget plads. En enkelt gekko kan leve i et terrarium på omkring 60x45x45 cm, men det anbefales at holde dem i et terrarium på 90x45x45 cm. Terrariet skal have en varmelampe og flere steder for gekkoen at skjule sig. Det anbefales ikke at holde flere leopardgekkoer sammen, da de er solitære dyr, territoriale, og kan komme op og slås.
Leopardgekkoer er relativt nemme at passe, men de kræver stadig nogle særlige betingelser for at trives. Terrariet skal være indrettet med en varmelampe, der kan give dem et varmt og tørt område at hvile på om dagen. Temperaturen i terrariet bør være mellem 26-32 grader C° om dagen og faldende til 20-24 grader C° om natten. De skal også have et område med skygge og skjul, hvor de kan gemme sig, når de ønsker at være alene eller føler sig truet. Luftfugtigheden i terrariet bør ikke overskride 45%

## Adfærd
Leopardgekkoer er naturligt passive og rolige, og derfor er de en god begynder-gekko for folk, der er nye til at holde eksotiske kæledyr. De er også et godt valg for familier med børn, fordi de er tolerante over for håndtering og ikke kræver meget opmærksomhed. Dog bør de kun håndteres når det er nødvendigt.
Det er vigtigt at bemærke, at leopardgekkoer er nattaktive og derfor vil de være mest aktive om natten. De kræver også en vis grad af motion og stimulering for at forblive sunde og lykkelige. Terrariet bør have en passende størrelse og dekorering, der giver dem mulighed for at udforske og bevæge sig rundt.
I fangenskab er leopardgekkoer normalt ikke aggressive, men de kan stadig bide, hvis de føler sig truet eller bliver håndteret for hårdt. Det er vigtigt at være forsigtig, når man håndterer dem, og give dem tid og plads til at vænne sig til deres nye omgivelser og ejer.

## Diæt
Leopardgekkoen kræver en diæt af levende insekter som kakerlakker, græshopper og melorme. De skal også have adgang til vand, som de kan drikke og bade i. Det anbefales at fodre dem med en calcium- og vitaminpulverblanding for at sikre, at de får alle de nødvendige næringsstoffer. 
En vigtig komponent i deres diæt er vitamin D3, som hjælper med at absorbere calcium fra maden og opretholde sunde knogler og tænder.
Leopardgekkoer kan producere deres eget vitamin D3, men de har brug for sollys eller en speciel UVB-lampe til at gøre det. I fangenskab kan det være vanskeligt at give leopardgekkoer tilstrækkelig eksponering for sollys eller UVB-stråler, og derfor anbefales det ofte at supplere deres diæt med et vitamin D3-tilskud.

## Overlevelsesmekanisme
Leopardgekkoen har en overlevelsesmekanisme der hedder autotomi, der gør den i stand til at smide halen hvis den føler sig truet. Når det sker, vil den muskulære del af halen trække sig sammen og bryde af på et bestemt brudpunkt, der kaldes for autotomipunktet. Det sker for at distrahere rovdyret og give leopardgekkoen mulighed for at undslippe. Den mistede hale vil fortsætte med at bevæge sig i nogle få minutter, hvilket giver en yderligere distraherende effekt. Leopardgekkoen kan vokse sin hale ud igen, men det er ofte en unormal eller deformeret version af den oprindelige hale, og det er ikke altid garanteret, at den vil vokse tilbage.

## Bevaringsstatus
I naturen er leopardgekkoer i fare på grund af tab af levesteder og jagt, men de anses ikke for at være truede i øjeblikket. Hvis man overvejer at adoptere en leopardgekko som kæledyr, bør man overveje at adoptere fra et kæledyrreservat eller en redningsorganisation, i stedet for at købe fra en dyrebutik eller en opdrætter. Dette kan hjælpe med at reducere efterspørgslen efter vilde leopardgekkoer og støtte bevaringsindsatsen for at beskytte deres levesteder i naturen.

## Referenceliste
1. ↑  Papenfuss, T.; Bafti, S.; Sharifi, M (2021), "Common Leopard Gecko Eublepharis macularius", The IUCN Red List of Threatened Species 2021, doi:10.2305/IUCN.UK.2021-3.RLTS.T164745A1072324.en
2. 1 2  Leopard Gecko (Eublepharis macularius) Taxonomy
3. ↑  Animalia: COMMON LEOPARD GECKO
4. ↑  "Oakland Zoo, Leopard Gecko Education". Arkiveret fra originalen 10. april 2023. Hentet 10. april 2023.
5. ↑  Eublepharis macularius Common Leopard Gecko
6. ↑  San Diego Zoo: Leopard Gecko Eublepharis macularius
7. 1 2 3  PetMD:
8. ↑  RSPCA Leopard gecko care
9. ↑  Geckos might lose their tails, but not their dinner
10. ↑  Leopard Gecko Tail Drop: Why it Happens
11. ↑  Response to the future climate change effect of two leopard geckos’ distribution (Sauria: Eublepharidae) in Iran